# Gran Premi d'Hongria del 2015

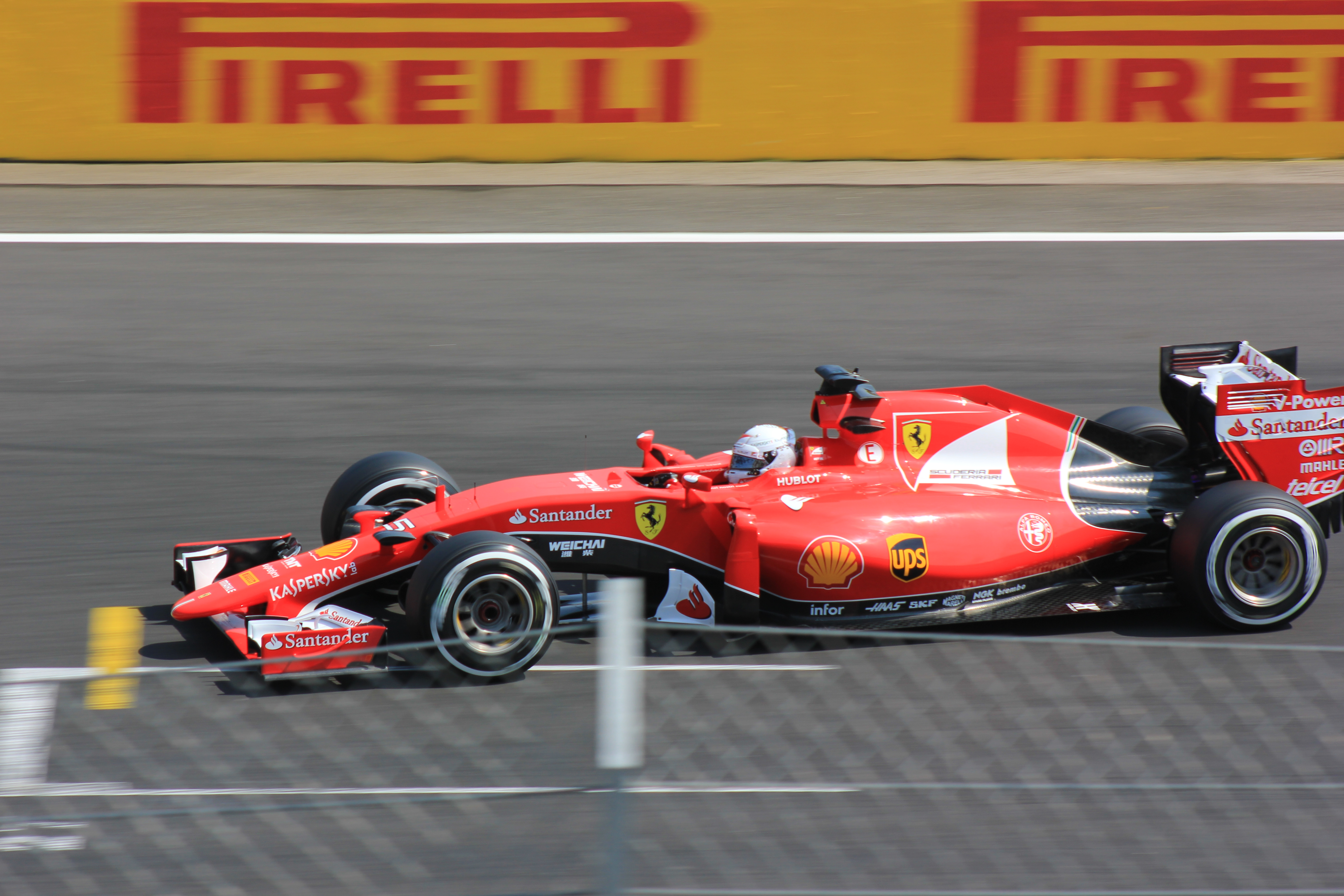
Fotografia de Sebastian Vettel durant la cursa.

El Gran Premi d'Hongria de Fórmula 1 de la temporada 2015 s'ha disputat al Circuit de Hungaroring, del 24 al 26 de juliol del 2015.

## Resultats de la qualificació
| Pos                  | No | Pilot            | Constructor          | Part 1   | Part 2      | Part 3   | Sortida |
| -------------------- | -- | ---------------- | -------------------- | -------- | ----------- | -------- | ------- |
| 1                    | 44 | Lewis Hamilton   | Mercedes             | 1:22.890 | 1:22.285    | 1:22.020 | 1       |
| 2                    | 6  | Nico Rosberg     | Mercedes             | 1:22.979 | 1:22.775    | 1:22.595 | 2       |
| 3                    | 5  | Sebastian Vettel | Ferrari              | 1:23.312 | 1:23.168    | 1:22.739 | 3       |
| 4                    | 3  | Daniel Ricciardo | Red Bull-Renault     | 1:24.408 | 1:23.230    | 1:22.774 | 4       |
| 5                    | 7  | Kimi Räikkönen   | Ferrari              | 1:23.596 | 1:23.460    | 1:23.020 | 5       |
| 6                    | 77 | Valtteri Bottas  | Williams-Mercedes    | 1:23.649 | 1:23.555    | 1:23.222 | 6       |
| 7                    | 26 | Daniïl Kviat     | Red Bull-Renault     | 1:23.587 | 1:23.597    | 1:23.332 | 7       |
| 8                    | 19 | Felipe Massa     | Williams-Mercedes    | 1:23.895 | 1:23.598    | 1:23.537 | 8       |
| 9                    | 33 | Max Verstappen   | Toro Rosso-Renault   | 1:24.032 | 1:23.781    | 1:23.679 | 9       |
| 10                   | 8  | Romain Grosjean  | Lotus-Mercedes       | 1:24.242 | 1:23.805    | 1:24.181 | 10      |
| 11                   | 27 | Nico Hülkenberg  | Force India-Mercedes | 1:24.115 | 1:23.826    |          | 11      |
| 12                   | 55 | Carlos Sainz Jr. | Toro Rosso-Renault   | 1:24.623 | 1:23.869    |          | 12      |
| 13                   | 11 | Sergio Pérez     | Force India-Mercedes | 1:24.444 | 1:24.461    |          | 13      |
| 14                   | 13 | Pastor Maldonado | Lotus-Mercedes       | 1:23.895 | 1:24.609    |          | 14      |
| 15                   | 14 | Fernando Alonso  | McLaren-Honda        | 1:24.563 | sense temps |          | 15      |
| 16                   | 22 | Jenson Button    | McLaren-Honda        | 1:24.739 |             |          | 16      |
| 17                   | 9  | Marcus Ericsson  | Sauber-Ferrari       | 1:24.843 |             |          | 17      |
| 18                   | 12 | Felipe Nasr      | Sauber-Ferrari       | 1:24.997 |             |          | 18      |
| 19                   | 98 | Roberto Merhi    | Marussia-Ferrari     | 1:27.416 |             |          | 19      |
| 20                   | 28 | Will Stevens     | Marussia-Ferrari     | 1:27.949 |             |          | 20      |
| 107% temps: 1:28.692 |    |                  |                      |          |             |          |         |
| Font:                |    |                  |                      |          |             |          |         |

## Resultats de la Cursa
| Pos   | No | Pilot            | Constructor          | Voltes | Temps / Retirada        | Pos.Sortida | Punts |
| ----- | -- | ---------------- | -------------------- | ------ | ----------------------- | ----------- | ----- |
| 1     | 5  | Sebastian Vettel | Ferrari              | 69     | 1h 46' 09 985           | 3           | 25    |
| 2     | 26 | Daniïl Kviat     | Red Bull-Renault     | 69     | + 15.748 s2             | 7           | 18    |
| 3     | 3  | Daniel Ricciardo | Red Bull-Renault     | 69     | + 25.084 s              | 4           | 15    |
| 4     | 33 | Max Verstappen   | Toro Rosso-Renault   | 69     | + 44.251 s              | 9           | 12    |
| 5     | 14 | Fernando Alonso  | McLaren-Honda        | 69     | + 49.079 s              | 15          | 10    |
| 6     | 44 | Lewis Hamilton   | Mercedes             | 69     | + 52.025 s              | 1           | 8     |
| 7     | 8  | Romain Grosjean  | Lotus-Mercedes       | 69     | + 58.578 s              | 10          | 6     |
| 8     | 6  | Nico Rosberg     | Mercedes             | 69     | + 58.876 s              | 2           | 4     |
| 9     | 22 | Jenson Button    | McLaren-Honda        | 69     | + 1:07.028 min.         | 16          | 2     |
| 10    | 9  | Marcus Ericsson  | Sauber-Ferrari       | 69     | + 1:09.130 min.         | 17          | 1     |
| 11    | 12 | Felipe Nasr      | Sauber-Ferrari       | 69     | + 1:13.458 min.         | 18          |       |
| 12    | 19 | Felipe Massa     | Williams-Mercedes    | 69     | + 1:14.278 min.         | 8           |       |
| 13    | 77 | Valtteri Bottas  | Williams-Mercedes    | 69     | + 1:20.228 min.         | 6           |       |
| 14    | 13 | Pastor Maldonado | Lotus-Mercedes       | 69     | + 1:25.142 min.         | 14          |       |
| 15    | 98 | Roberto Merhi    | Marussia-Ferrari     | 67     | + 2 Voltes              | 19          |       |
| 161   | 28 | Will Stevens     | Marussia-Ferrari     | 65     | Suspensions             | 20          |       |
| Ret   | 55 | Carlos Sainz Jr. | Toro Rosso-Renault   | 60     | Pressió del combustible | 12          |       |
| Ret   | 7  | Kimi Räikkönen   | Ferrari              | 57     | Unitat de potència      | 5           |       |
| Ret   | 11 | Sergio Pérez     | Force India-Mercedes | 54     | Frens                   | 13          |       |
| Ret   | 27 | Nico Hülkenberg  | Force India-Mercedes | 41     | Accident                | 11          |       |
| Font: |    |                  |                      |        |                         |             |       |

Notes
- ^1  – Will Stevens s'ha classificat per haver disputat el 90% de la distància sobre la qual es disputava la cursa.[3]
- ^2  – Daniïl Kviat ha estat penalitzat amb 10 segons per haver sobrepassat la velocitat permesa al pit lane.[4]